# Брискер, Джон
Джон Брискер (англ. John Brisker; 15 июня 1947 года, Детройт, Мичиган, США — пропал в апреле 1978 года во время службы наёмником в Уганде, Восточная Африка) — американский профессиональный баскетболист, который отыграл по три сезона в Американской баскетбольной ассоциации (АБА) и в Национальной баскетбольной ассоциации (НБА). Официально был признан умершим, после того, как пропал без вести в 1978 году, только в 1985 году.

## Ранние годы
Джон Брискер родился 15 июня 1947 года в городе Детройт (штат Мичиган), где учился в средней школе Гемтремк из одноимённого города, почти со всех сторон окружённого Детройтом, а также граничащего с городом Хайленд-Парк, в которой играл за местную баскетбольную команду.

## Студенческая карьера
В 1965 году поступил в Университет Толидо, где в течение трёх лет защищал цвета баскетбольной команды «Толидо Рокетс», в ней он провёл успешную карьеру под руководством известного наставника Боба Николса, набрав в итоге в 55 играх 773 очка (14,1 в среднем за игру) и 434 подбора (7,9). При Джоне «Рокетс» один раз выигрывали регулярный чемпионат (1967), но ни разу — турнир конференции MAC, но всё-таки один раз выходили в плей-офф студенческого чемпионата США (1967), где уже в первом раунде проиграли команде «Виргиния Тек Хокис» со счётом 76-82.

## Профессиональная карьера
После же окончания студенческой карьеры Брискер решил не выставлять свою кандидатуру на драфт НБА, а вместо этого заключил соглашение с командой соперничающей с НБА Американской баскетбольной ассоциации «Питтсбург Пайперс». Уже в своём дебютном сезоне Джон набирал в среднем за игру по 21,0 очка, 5,7 подбора и 1,7 передачи, за что по его итогам был включён в сборную новичков лиги. Сезон 1970/1971 годов стал самым успешным в его профессиональной карьере, в котором он провёл 79 матчей, набрав 2315 очков (29,3 в среднем за игру), совершив 766 подборов (9,7) и сделав 226 передач (2,9), а по его итогам он был включён во вторую сборную всех звёзд АБА. Кроме этого в том же сезоне по итогам голосования среди спортивных журналистов и телекомментаторов он получил приглашение на свой первый матч всех звёзд АБА, в котором провёл на площадке 27 минут, набрал 15 очков и совершил 17 подборов, став одним из лучших его игроков. Свой следующий сезон Джон тоже начал очень здорово, но 27 декабря 1971 года в проигранном матче против «Даллас Чеперрелс» (92-97) он получил травму, которую затем лечил почти месяц. Вернуться на площадку он смог только 25 января 1972 года в победной игре против команды «Нью-Йорк Нетс» (123-116), поэтому смог принять участие в матче всех звёзд, который состоялся всего через два дня. Впрочем травма вновь дала о себе знать, из-за чего во второй части чемпионата он отыграл всего двенадцать матчей. В межсезонье Брискер решил попробовать свои силы в сильнейшей лиге планеты, подписав контракт с командой «Сиэтл Суперсоникс», в которой провёл следующие три сезона, но уже без особого успеха.
Брискер получил репутацию одного из самых нестабильных баскетболистов. Его одноклубник по «Кондорс», Чарли Уильямс, говорил: «Он был отменным игроком, но если сказать, что с этим парнем что-то не так, то у вас сразу возникало чувство, что он сейчас расстегнёт свой карман, вынет пистолет и застрелит тебя». Джон так часто изгонялся судьями с площадки за драку, что получил за это прозвище «тяжеловесный чемпион АБА». В «Кондорс» Джона так часто называли энфорсером, что в СМИ его стали изображать с парой шестизарядных револьверов. Самый печально известный момент в его карьере произошёл с ним в сезоне 1971/1972 годов в игре против «Денвер Рокетс». Он был изгнан с площадки всего через две минуты после начала игры после того, как жёстко ударил локтем игрока «Рокетс» Арта Бекера, но по неизвестным причинам Брискер очень разозлился на Бекера и трижды возвращался на паркет, чтобы продолжить выяснять отношения, пока, наконец, полиция не увела его насильно в раздевалку.

## Исчезновение в Уганде
В 1978 году Джон Брискер пропал без вести после поездки в Уганду. Некоторые слухи утверждают, что он отправился туда в качестве наёмника, другие говорят, что он был приглашён в эту страну в качестве гостя Иди Амина. Последний подтвердил, что общался с Брискером ещё в апреле 1978 года, после чего начали высказываться предположения, что он был казнён расстрельной командой, когда Амин был отстранён от власти в апреле 1979 года. Официально он был признан умершим только в 1985 году судмедэкспертом округа Кинг в штате Вашингтон.

## Статистика

### Статистика в НБА
| Сезон                                                                                    | Команда | Регулярный сезон | Регулярный сезон | Регулярный сезон | Регулярный сезон | Регулярный сезон | Регулярный сезон | Регулярный сезон | Регулярный сезон | Регулярный сезон | Регулярный сезон | Регулярный сезон | Серия плей-офф | Серия плей-офф | Серия плей-офф | Серия плей-офф | Серия плей-офф | Серия плей-офф | Серия плей-офф | Серия плей-офф | Серия плей-офф | Серия плей-офф | Серия плей-офф |
| Сезон                                                                                    | Команда | GP               | GS               | MPG              | FG%              | 3P%              | FT%              | RPG              | APG              | SPG              | BPG              | PPG              | GP             | GS             | MPG            | FG%            | 3P%            | FT%            | RPG            | APG            | SPG            | BPG            | PPG            |
| ---------------------------------------------------------------------------------------- | ------- | ---------------- | ---------------- | ---------------- | ---------------- | ---------------- | ---------------- | ---------------- | ---------------- | ---------------- | ---------------- | ---------------- | -------------- | -------------- | -------------- | -------------- | -------------- | -------------- | -------------- | -------------- | -------------- | -------------- | -------------- |
| 1972/73                                                                                  | Сиэтл   | 70               |                  | 23,3             | 43,5             |                  | 82,2             | 4,6              | 2,1              |                  |                  | 12,8             | Не участвовал  | Не участвовал  | Не участвовал  | Не участвовал  | Не участвовал  | Не участвовал  | Не участвовал  | Не участвовал  | Не участвовал  | Не участвовал  | Не участвовал  |
| 1973/74                                                                                  | Сиэтл   | 35               |                  | 20,5             | 44,9             |                  | 82,0             | 4,2              | 1,6              | 0,8              | 0,2              | 12,5             | Не участвовал  | Не участвовал  | Не участвовал  | Не участвовал  | Не участвовал  | Не участвовал  | Не участвовал  | Не участвовал  | Не участвовал  | Не участвовал  | Не участвовал  |
| 1974/75                                                                                  | Сиэтл   | 21               |                  | 13,1             | 42,6             |                  | 85,7             | 1,6              | 0,9              | 0,3              | 0,1              | 7,7              | Не участвовал  | Не участвовал  | Не участвовал  | Не участвовал  | Не участвовал  | Не участвовал  | Не участвовал  | Не участвовал  | Не участвовал  | Не участвовал  | Не участвовал  |
|                                                                                          | Всего   | 126              |                  | 20,8             | 43,8             |                  | 82,6             | 4,0              | 1,8              | 0,6              | 0,2              | 11,9             | Не участвовал  | Не участвовал  | Не участвовал  | Не участвовал  | Не участвовал  | Не участвовал  | Не участвовал  | Не участвовал  | Не участвовал  | Не участвовал  | Не участвовал  |
| Наведите курсор мыши на аббревиатуры в заголовке таблицы, чтобы прочесть их расшифровку. |         |                  |                  |                  |                  |                  |                  |                  |                  |                  |                  |                  |                |                |                |                |                |                |                |                |                |                |                |